# 1985년 사바주 총선
1985년 사바주 총선은 1985년 4월 20일부터 21일까지 말레이시아 사바주에서 치러졌다. 사바주의 제5대 총선이며, 사바통일당(PBS; Parti Bersatu Sabah)이 48석 중 원내과반석인 25석을 차지하여, 당 총재인 조지프 파이린 키팅안이 신임 주수상에 오르게 되었다. 이 선거는 사바주를 지배하고 있던 말레이시아의 여권연합(국민전선)의 집권을 종식하고 사바주의 독자적인 정당이 집권함으로써, 사바주 역사의 중요한 시점(milestone)이 되었다. PBS는 1976년부터 사바주를 통치하고 있던 사바인민통일전선(BERJAYA)의 지도 하에 있었다.

## 결과
| 참여 정당                        | 경쟁 의석수 | 획득한 의석수 |
| -------------------------------- | ----------- | ------------- |
| 사바통일당 (PBS)                 | 45          | 25            |
| 통일사바국민조직 (USNO)          | 43          | 16            |
| 사바인민통일전선/국민전선 (BN)   | 48          | 6             |
| 사바원주민인민통일당 (BERSEPADU) | 27          | 0             |
| 통일사바인민행동당 (BERSIH)      | 7           | 0             |
| 통일파속누눅라강국민전선 (PASOK) | 9           | 1             |
| 민주행동당 (DAP)                 | 3           | 0             |
| 합계                             | N/A         | 48            |